# Marokko op het Eurovisiesongfestival 1980
Marokko debuteerde op het Eurovisiesongfestival 1980 in Den Haag, Nederland. 

## Selectieprocedure
De Marokkaanse openbare omroep Société Nationale de Radiodiffusion et de Télévision selecteerde Samira Bensaïd om de eerste Marokkaanse inzending te zingen, genaamd Bitaqat khub, gezongen in het Arabisch. Het was de eerste keer dat in deze taal werd gezongen op het Eurovisiesongfestival.

## In Den Haag
Het festival werd gehouden op 19 april. Marokko trad op als vijfde van negentien deelnemers, net na Luxemburg en voor Italië. De verwachtingen van de Marokkaanse delegatie waren hoog maar konden niet waargemaakt worden. Na de stemming had Marokko zeven punten ontvangen, waarmee werd het land voorlaatste werd. Enkel Finland deed met zes punten nog slechter. Bovendien kwamen alle punten uit Italië. Sindsdien heeft het land niet meer deelgenomen aan het Eurovisiesongfestival. Volgens de geruchten zou koning Hassan II van Marokko hebben besloten dat zijn land nooit meer mocht deelnemen aan het festival. De Marokkaanse jury zelf gaf twaalf punten aan Turkije.

### Gekregen punten

#### Finale
| 12 punten | 10 punten | 8 punten | 7 punten | 6 punten |
| --------- | --------- | -------- | -------- | -------- |
|           |           |          | - Italië |          |
| 5 punten  | 4 punten  | 3 punten | 2 punten | 1 punt   |
|           |           |          |          |          |

### Punten gegeven door Marokko

#### Finale
Punten gegeven in de finale:
| 12 punten | Turkije             |
| 10 punten | Duitsland           |
| 8 punten  | Verenigd Koninkrijk |
| 7 punten  | Zwitserland         |
| 6 punten  | Zweden              |
| 5 punten  | Spanje              |
| 4 punten  | Noorwegen           |
| 3 punten  | Oostenrijk          |
| 2 punten  | Denemarken          |
| 1 punt    | Frankrijk           |

1980 · 1981-2025